# جزیره مالی تایمیر
جزیره مالی تایمیر (روسی: Малый Таймыр) یک جزیره در دریای لاپتف در شمال کشور روسیه است.